# Bazilika svetega Izidorja
Kraljeva kolegijska cerkev Bazilika svetega Izidorja (špansko Real Colegiata Basílica de San Isidoro ali kratko San Isidoro de León), je rimskokatoliška cerkev v mestu León v Španiji. Je ena najodličnejših arhitekturnih stavb v romanskem slogu v Španiji zaradi svoje zgodovine, arhitekture, kiparstva in ohranjenih romanskih luksuznih predmetov. Posebnost je, da ima ob vznožju cerkve kraljevi panteon z romanskimi stenskimi poslikavami in originalnimi kapiteli, kar je edinstven košček romanskega sveta tistega časa. Kompleks je bil zgrajen in razširjen v 11. in 12. stoletju.
Prvotno je bil to samostan posvečen sv. Pelaju, predvideva pa se, da je pred tem tukaj stal rimski tempelj. Poimenovanje tega templja se je spremenilo, ko so sem preselili posmrtne ostanke sv. Izidorja, seviljskega škofa.
V cerkveni stavbi je ohranjenih nekaj romanskih ostankov prve gradnje Fernanda I. in Sanche. Panteon in dvoje vrat na njegovi južni fasadi, imenovani Puerta del Cordero in Puerta del Perdón, ter Severna ali Kapitularna vrata, so prva manifestacija romanske umetnosti v leonskih deželah. Sčasoma so nastale gotske, renesančne in baročne spremembe in dopolnitve.
Bazilika sv. Izidorja je od 9. 2. 1910 priznana kot umetnostnozgodovinski spomenik (špansko Monumento Histórico Artístico).

## Umetnostnozgodovinski kontekst
Na začetku 11. stoletja so v kraljestvu León še vedno ohranjali stavbe s špansko tradicijo in kulturo, nespremenjene, medtem ko je v grofiji Barcelona in nekaterih delih Evrope romanska umetnost že začela veljati, skupaj z novimi teorijami in težnjami k rimski liturgiji, ki jih je iz Rima svetovala Cerkev. V leonskih regijah je Rimskokatoliška cerkev opravljala liturgijo, ki so jo razvili in opredelili v toledskih koncilih. Enako se je zgodilo v samostanih, katerih menihi so sledili pravilom očetov španske cerkve, čeprav so vsi, duhovniki in menihi, priznali oblast papeža v Rimu in se počutili tako kristjani kot preostala Evropa. Tudi samostani so se spreminjali, ker je bil namen, da bi v vseh sledili pravilu sv. Benedikta.
Dejstvo, da je bilo kraljestvo León vpleteno v boje Rekonkviste, je nekoliko pogojevalo način razmišljanja in delovanja, kar se je praktično razširilo na umetnost gradnje in krasitve, ki je ostala zvesta preteklosti in spominu njihovih bližnjih prednikov: Vizigotov.

## Zgodovina
Izvirno je bila cerkev zgrajena na temeljih rimskega templja posvečenega bogu Merkurju. V 10. stoletju so leonski kralji na tem območju ustanovili red benediktinskih sester. Po osvojitvi Al-Mansur Ibn Abi Aamira je bila prva cerkev porušena in območje opustošeno. León je bil ponovno naseljen in v 11. stoletju je Alfonz V. na novo vzpostavil cerkev in samostan.
Hčerka Alfonza V., Sancha Leónska, se je poročila s Ferdinandom, grofom Kastilije. Sanchin brat Bermudo III. je napovedal vojno Kastiliji in kastiljske čete so s pomočjo Navare ubile leonskega kralja in Ferdinand I. postane Leonski kralj. S kraljico sta razpelo, ki nosi njuno ime, podarila svetemu Izidorju. Cerkev je imela koristi tudi od položaja na znameniti romarski poti v Santiago de Compostella. Za samostan so se zbrali kiparji, kamnoseki in umetniki iz vse Evrope, da bi delali na samostanu. Kraljica Sancha je izbrala samostan tudi za kraljevo grobnico. Danes 11 kraljev, številne kraljice in mnogi drugi plemiči ležijo pod večbarvnimi oboki srednjeveškega kraljevega panteona.
Leta 1063 so bile relikvije svetega Izidorja prenesene v kapelo in ustanovljena je bila skupnost kanonikov za vzdrževanje samostana in varovanje relikvij. 
Skozi stoletja vse do 21. stoletja se je fizično in duhovno preoblikovala, trpela čase velikega sijaja in čase pristne dekadence. Tu so različne faze, ki jih je preživela; to so faze z veliko zgodovinskega naboja, v katerih je bil v veliki meri opažen vpliv naslednjih kraljev in njihovega družinskega okolja. Apsida in transept stavbe sta v gotskem slogu, drugi deli stavbe pa so romanski ali iz obdobja renesanse.
Bazilika je še vedno kolegijska baza in kanoniki izvajajo obrede vsak dan.

## Opis zgradbe
Bazilika ima tri ladje in tloris latinskega križa. Osrednja apsida je iz 16. stoletja, romaniko je nadomestila Izabelina gotika. Stranske apside so narejene v slogu romanike z oboki. Kljub razširitvam in obnovam v času princese Urrace in arhitekta Deustambena je končni rezultat harmoničen. Spremembe so se morale prilagoditi notranji zgradbi Fernanda I. in Sanche, zaradi česar apside nimajo enake širine in osi kot ladje.
Osrednja ladja je visoka in prekrita z banjastimi oboki, ki so se uveljavili v času romanike, stranski ladji pa imata šilaste oboke, ki so prišli v veljavo kasneje in so glavna značilnost gotske arhitekture, ki je značilna za 13. do 15. stoletje. Loki nad križiščem so večdelni, podrobnost preživetja iz mozarabskega obdobja.

### Zunanjost zgradbe
Od zunaj se vidita samo južna fasada in južna apsida. Ostali deli zgradbe so obkroženi z drugimi konstrukcijami, zahodni del pa je skrit za obzidjem, z izjemo stolpa. Od zunaj se lahko občuduje višina treh ladij. Venec osrednje ladje je v obliki šahovnice in se naslanja na modiljone - majhne kvadratne konzole - pod vplivom mozarabske umetnosti.
Oba romanska portala pripadata južni fasadi. Jagnjeva vrata (starejša) in Vrata usmiljena (modernejša), sta primera polne romanike, najstarejše, ki se je zgradila v kraljestvu León.
Jagnjeva vrata so razdeljena na dva dela: zgornji, sestavljen iz baročnega zatrepa, na vrhu katerega je sveti Izidor na konju. Spodnji ima dva arhivolta (polkrožna loka), ki ju povezujejo stebri z zavitim robom. Tretji arhivolt, ki je sestavljen iz kamnitih kock, ima rob v obliki šahovnice in povezuje podboja. Kapiteli predstavljajo človeške figure v čepečem položaju in s kremplji namesto rok in nog. 
Vrata usmiljenja nosijo takšno ime, zato ker so skozi ta vrata vstopali romarji na Jakobovi poti, da bi se spovedali in v tej cerkvi pridobili ustrezne odpustke in odpuščanje grehov. Odpirajo se na južni fasadi transepta in so zgrajena v romanskem slogu. Reliefe pripisujejo mojstru Estebanu, ki je deloval v stolnici v Pamploni in Santiago de Compostela. Bil je prvi, ki je izklesal serijo evangeličanskih tem, ki so bile kasneje ponovljene na fasadi stolnice v Santiago de Compostela, v stolnici Santa María v Pamploni in v Toulouški stolnici.
Rob v obliki šahovnice deli fasado na dva dela. V zgornjem delu so trije veliki loki. V sredini je okno, prekrito z romansko rešetko, stranska dva dela pod lokoma pa sta prazna. Spodnji del so vrata sama.
Severna vrata ali kapitular so v 12. stoletju služila kot vrata v križni hodnik. Ko je pozneje tam nastala kapela, vrata niso bila več uporabna in so bila vidna samo še iz kapele. Vrata so podobna Jagnjevim vratom, samo da imajo raven zgornji del, ki je bil včasih obarvan in izklesan kot pri drugih dveh vratih. Zanimivi so kapiteli, še posebej velja omeniti tistega, ki predstavlja sklonjeno golo žensko, zraven nje je gola ženska, ki ima v rokah kačo. Na istem kapitelu je še ena kača, ki grizlja oblečenega moškega. Simboli, ki privabljajo pozornost, so popolno delo klasicističnega in naravoslovnega kiparja, delo pripisujejo mojstru Leodegariusu, ki je poznan kot mojster kač.

### Notranjost
Notranjost obiskovalca preseneti z neverjetno osvetljenostjo, ki nastane zaradi velikega števila oken v glavni ladji. Ima bogato dekoracijo v slogu šahovnice, ki se vidi tako na ravnih kot zakrivljenih ploskvah. 
Glavna kapela izvira iz 16. stoletja, zanjo pa je zaslužen Juan de Badajoz Starejši. Oče Juan de Cusanza je to delo naročil leta 1513, da bi zamenjal starejši romanski oltar princese Urrace z modernejšim gotskim. Leta 1971 so na terenu izvedli čistilna in restavratorska dela, pri čemer so se pojavili temelji romanskega tlorisa. Še vedno gotska oltarna slika prihaja iz župnije Pozuelo de la Orden (Valladolid) in je bila premeščena v baziliko leta 1920, ko je to mesto pripadalo škofiji León. Oltar je bil izklesan med letoma 1525 in 1530, ob sodelovanju pri rezbarjenju in montaži mojstra Giralteja, morda Giralte de Bruxellesa in je sestavljen iz štiriindvajsetih slikarskih tabel, ki jih je Chandler R. Post pripisal mojstru iz Pozuela, glavna serija velikega števila del, katerih geografsko središče je v mestu Zamor Toro. Kasneje najdena dokumentacija je omogočila, da se je slikarska dela razdelilo med Lorenza de Ávila, privrženca Juana de Borgonje iz Tora, ki bi ga lahko poistovetili z Maestrom de Pozuelom, in dvema sosednjima slikarjema iz Valladolida: Antonio Vázquez, prav tako privrženec Burgonje in Andrés de Melgar, uradnik Alonsa Berrugueteja, ki mu pripisujejo eno slogovno najbolj napredno tablo. Monštranca je iz srebra, umetnik M. García Crespo in posvečeno hostijo dan in noč ohranja izpostavljeno zelo starodavnim papeškim privilegijem, ki ga deli s stolnico v Lugu. Pod skrbništvom in na prednostnem mestu je neoklasicistična žara, v kateri so shranjeni ostanki sv. Izidorja, delo, ki ga je leta 1847 izdelal leonski mojster Antonio Rebollo.
Kapela Svete Trojice ali sv. Martina je dal okoli leta 1191 izdelati kanonik sv. Martin, da bi shranil relikvije, ki jih je nakopičil tekom potovanj in da bi služil kot skupno pokopališče kanonikov. Oltar je bil majhen, pravokotne oblike s polkrožnim vrhnjim delom. Narejen je bil iz cenejših materialov.
V 16. stoletju se je ta kapela preoblikovala v slogu Izabeline gotike in se preimenovala v kapelo sv. Martina. Retabel je iz 17. stoletja, ki jo je izdelal mojster Pedro Margotedo in ima podobo lastnika. Tam je žara z ostanki svetnika.

## Kraljevi panteon
Izvira iz časa kralja Alfonza V. Plemenitega. Panteon je bil kvadraten prostor omejen z zahodnim zidom cerkve, ki je imel vhodna vrata v tempelj, ki pa so bila kasneje zaprta zaradi novih razširitvenih del. Nadomestila so jih druga vrata na jugozahodnem delu. Prostor je nizek, kar daje občutek kripte, čeprav to ni. S tem, ko se zaprla prvotna vrata za vstop, se je ta del spremenil v oltar posvečen sv. Katarini Aleksandrijski.
Panteon ima obliko štirikotnika, razdeljenega na šest delov s stebri. Strop ima obliko kupol in je prekrit s poslikavami. Tema poslikav ustreza 2. polovici 12. stoletja. Poslikave so v beli, rumeni, oker, rdeči in sivi barvi.

## Križni hodnik
Križni hodnik je bil zgrajen v 11. stoletju z izkoriščanjem portika ali galerije Panteona in ga podaljšal, dokler ni dosegel transepta. Bil je najstarejši znani romanski križni hodnik v Španiji, od katerega je ohranjen le opisani del galerije. Preostali del terase so traveje z rebrastimi oboki iz 16. stoletja, ki jih je naročil opat Fonseca. Pri tej reformi je bila galerija blokirana z opečnim zidom, ki je bil sredi 20. stoletja porušen v okviru obnove, ki jih je izvedel arhitekt Luis Menéndez Pidal. Takrat je bila izpostavljena romanska galerija s svojimi konzolami, oboki in kapiteli.
Od 16. stoletja dalje so bile različne kapelice križnega hodnika posvečene mrtvaškim kapelam družin, ki so prevzele pokroviteljstvo. Potem se je zgodilo veliko peripetij in prišlo je celo do uničenja, toda z obnovitvijo v zadnjem času so te kapele spet postale pomembne in so si povrnile naslov, po katerem so bile znane. Mnoge od njih so del muzeja bazilike, druge pa so posvečene drugim intelektualnim storitvam, kot je star refektorij, ki je danes sedež katedre sv. Izidorja.
Drugo nadstropje je baročno delo arhitektov Compostiza, Pabla de Valladolida in Santiaga Velasca.
Obstaja še en križni hodnik, baročni iz leta 1735, ki ga je zgradil opat Manuel Rubio Salinas.

## Stolp
Tako imenovani Torre del Gallo, ki stoji ob vznožju cerkve, je delo iz 12. stoletja. Ima kvadratni tloris in poševno os glede na os cerkve; je del rimskega zidu, tako da prvo telo obdaja njegovo kocko. V času Ferdinanda I. sta imela prva dva korpusa obrambno nalogo. V drugem nadstropju je prostor s cevnim obokom in prečnim lokom, ki sloni na stebrih. Do tega se dostopa okrog stene.
Tretje nadstropje se dviga iz poševne fascije. Ima obokano sobo s tremi okni na vsaki strani, od katerih je odprto le srednje. Četrto nadstropje je zvon, z dvema odprtinama na vsaki strani, s trojnim polkrožnim lokom na dveh parih stebrov. V muzeju je eden od starih zvonov iz leta 1086. Stolp je okronan s sodobnim skrilavcem in vetrnico, ki je slavni petelin, simbol mesta León. Gre za zelo star kos, ki so ga pred kratkim preučevali arheologi, palinologi, entomologi in paleografi.
Stolp je bilo treba v drugi polovici 20. stoletja obnoviti pod vodstvom arhitekta Menéndeza Pidala, na začetku 21. stoletja pa popraviti in utrditi z novimi tehnikami. Drugo nadstropje je bilo namenjeno zakladniški zbornici.

## Kolegijska cerkev v 21. stoletju
Kolegijska cerkev je prikazana v 21. stoletju v vsem svojem sijaju, tako fizičnem kot duhovnem. Cerkev je obnovila svoje funkcije, vsi drugi prostori, odprti za javnost, pa so obnovljeni. Uživa pa tudi izjemno intelektualno življenje.
Ograjeni del bazilike je veliko obsežnejši od tistega, kar opazovalec vidi s trga Plaza de San Isidoro. Obstaja vrsta stavb, nekaj zelo starih, ki so bile zaradi reform obnovljene za uporabo. V ta namen je bila stavba iz 16. stoletja zunaj križnega hodnika - z okni, ki gledajo na ulico Sacramento - sanirana kot rezidenca za kanonike, ki so bili do zdaj raztreseni po drugih lokacijah. Dve nadstropji vzhodnega krila drugega samostana sta bili nastanjeni za bivanje redovnic Jezusovih učencev, kjer so odprle tudi osnovno šolo. Za Višjo šolo sakralne umetnosti so bile obnovljene nekatere ruševine stare opatijske palače. Šolska delavnica je imela rezervirano mesto tudi v pritličje drugega križnega hodnika in sosednjega sadovnjaka.